# Vergennes, Vermont
Vergennes är en stad (city) i Addison County i delstaten Vermont i USA. Vid folkräkningen år 2000 bodde 2 741 personer på orten. Den har enligt United States Census Bureau en area på totalt 6,5 km² varav 0,3 är vatten. 